# 675
El 675 (DCLXXV) fou un any comú començat en dilluns del calendari julià.

## Esdeveniments
- Khilderic II, rei dels francs, és assassinat juntament amb la seva muller, Bliquilda, i un dels seus fills, Dagobert.
- 16 de setembre: un tifó afecta el Japó.